# Tongi
Tongi (beng. টঙ্গী) – miasto w południowym Bangladeszu, w prowincji Dhaka. Według danych szacunkowych na rok 2007 liczy 368 914 mieszkańców. Ośrodek przemysłowy.